# Polowanie na czarownice (film 1999)
Polowanie na czarownice (ang. Witch Hunt) – australijski film kryminalny z gatunku dramat z 1999 roku w reżyserii Scotta Hartforda-Davisa. Wyprodukowana przez wytwórnię Golden Square Pictures.
Premiera filmu miała miejsce 2 maja 1999 roku na australijskim kanale Network Ten.

## Opis fabuły
Od czasu śmierci jej matki ośmioletnią Hannah (Nikki Risteski) wychowują dziadkowie, Ray (William Gluth) i Barbara Thomas (Jacqueline Bisset). O prawo opieki nad córką stara się też jej ojciec David Overton (Cameron Daddo). Pewnego dnia dziewczynka znika. Państwo Thomas i David Overton zaczynają się wzajemnie oskarżać o porwanie dziecka.

## Obsada
Źródło: Filmweb
- Cameron Daddo jako David Overton
- Suzi Dougherty jako Jenny Page
- Joelene Crnogorac jako policjantka Tyler
- Jacqueline Bisset jako Barbara Thomas
- Louis Dingemans jako Peter Laroy
- Jerome Ehlers jako detektyw Jack Maitland
- William Gluth jako Ray Thomas
- Gerald Lepkowski jako Kosgo
- John Arnold jako Colin Pierce
- Grant Piro jako Conlon
- Alexandra Schepisi jako Linda Thomas
- Sullivan Stapleton jako Craig Thomas

i inni.